# Lorenzo Minoli
Lorenzo Minoli (Torino, 6 agosto 1951) è un produttore cinematografico e attore italiano.
Laureato in giurisprudenza all'Università degli Studi di Modena e Reggio Emilia, Minoli è sposato, ha due figli e vive a Firenze.
Dopo aver lavorato in Italia da giornalista della carta stampata (scrive per La Notte tra il 
1983 e il 1986)  inizia a lavorare sui film-documentario e si trasferisce, quindi, negli Stati Uniti (dove rimane per vent'anni, tra il Connecticut e New York).
Nel 1989 gira un documentario sull'Unione Sovietica sulla "perestroika" di Gorbachev e 
Nel 1993 produce un'importante miniserie televisiva internazionale (Stati Uniti d'America, Germania, Italia, Francia, Repubblica Ceca): Abramo (nota anche con i titoli Le storie della Bibbia: Abramo e La Bibbia: Abramo).
Nel 1995 fonda la Five Mile River Films, con la quale produrrà programmi per 200 milioni di dollari, fra cui "Cesare" e "Il Dono di Nicholas".
In Italia ha fondato la Flying Dutchman Produzioni il cui primo film (del 2010) "La Marea silenziosa" è stato il primo lungometraggio italiano sottotitolato in cinese.
Ha vinto un Emmy Award per migliore miniserie ed il Christopher's Award.

## Filmografia parziale

### Televisione
- Giacobbe (Jacob), regia di Peter Hall – film TV (1994)